# Bitka kod prolaza Glorieta
Bitka kod prolaza Glorieta vođena je od 26. – 28. ožujka 1862. u sjevernom dijelu Teritorija Novi Meksiko, te je bila odlučujuća bitka u kampanji u Novom Meksiku tijekom Američkog građanskog rata. Nazvana "Gettysburgom Zapada" od strane nekih povjesničara, zbog značaja koji je na jugozapadu imala kao što je na istoku imala bitka kod Gettysburga, bitka je bila dio ambicioznog plana kojim bi Konfederalci pod zapovjedništvom generala Henryja Hopkinsa Sibleya nanijeli velike gubitke Uniji uništavanjem njenih posjeda na zapadu duž Stjenjaka, te stekli kontrolu nad putem kojim je Unija iz Kalifornije dobivala zlato nužno za vođenje rata protiv Konfederacije. Bitka je vođena u prolazu Glorieta u planinama Sangre de Cristo na području koje danas obuhvaća Novi Meksiko i predstavlja važan dio povijesti Novog Meksika tijekom rata. Do sukoba je došlo 26. ožujka između prethodnica snaga obje vojske, no glavna bitka se odigrala 28. ožujka. Iako su Konfederalci uspjeli potisnuti snage Unije natrag kroz prolaz, morali su se povući kada su unionistički diverzanti njima iza leđa uništili njihova opskrbna kola s namirnicama, te rastjerali ili ubili većinu njihovih konja i mula. Na kraju, Konfederalci su se morali u cijelosti povući natrag u Arizonu, koja je bila pod kontrolom Konfderacije, a zatim u Teksas. Prolaz Glorieta tako predstavlja "krajni doseg" Konfederalne vojske tijekom kampanje.